# Gränze

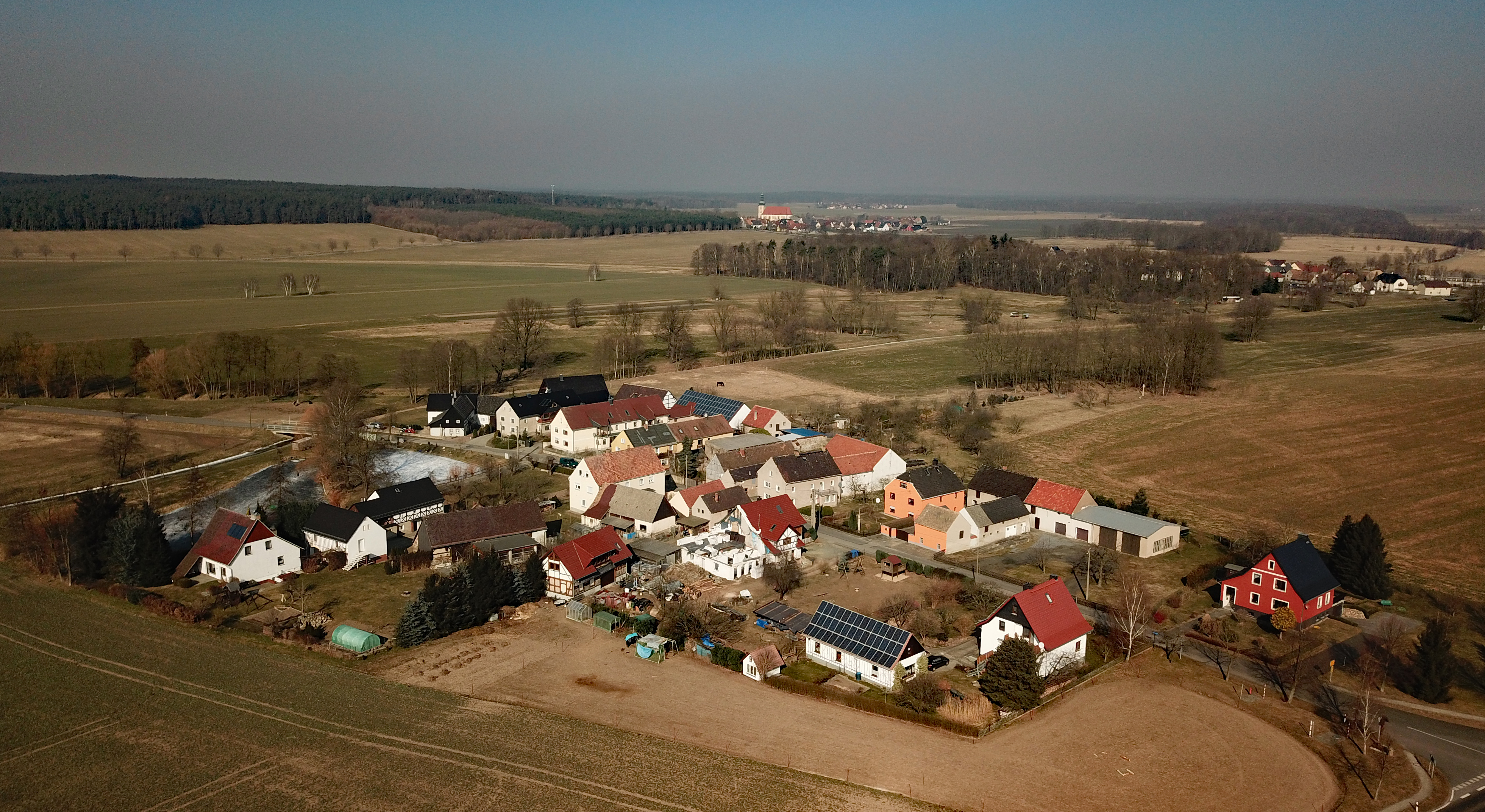
Luftbild

Gränze, obersorbisch Hrańcaⓘ, ist ein Ort im Zentrum des Landkreises Bautzen in Ostsachsen und gehört seit 1994 zur Gemeinde Ralbitz-Rosenthal, deren zweitkleinster Ortsteil es ist. Der Ort liegt in der Oberlausitz und zählt zum Kernsiedlungsgebiet der Sorben. Die Mehrzahl der Einwohner spricht Sorbisch als Muttersprache.
Sowohl der deutsche als auch der sorbische Ortsname leiten sich vom slawischen granica/hranica für „Grenze“ ab.

## Geografie
Der Ort befindet sich etwa zehn Kilometer östlich von Kamenz und 17 Kilometer nordwestlich von Bautzen in der landwirtschaftlich genutzten Flussaue des Klosterwassers auf dessen rechter Seite. Das ehemals mäandrierende Flüsschen, auf dessen rechter Seite sich noch im 19. Jahrhundert Fischteiche befanden, wurde hier zu DDR-Zeiten begradigt.
Siedlungshistorisch ist Gränze ein Zeilendorf, welches aus mehreren Einzelgehöften besteht. Die Nachbarorte sind Zerna im Norden, Horka im Südosten, sowie Teichhäuser und Neudörfel im Südwesten.

## Geschichte
Die Ansiedlung wird erstmals 1352 als Herrensitz von der Grenicz erwähnt. Ein später verzeichneter Alternativname ist Rainsdorf, angelehnt an die sorbische Bezeichnung; bis ins 19. Jahrhundert wird der Ort auch Reintz geschrieben. 1486 zählt Gränze als Rittersitz, spätestens ab 1617 liegt die Grundherrschaft im Ort jedoch beim Räckelwitzer Rittergut.
Bis zum 1. Januar 1957 war Gränze eine eigenständige Landgemeinde; dann wurde es zunächst nach Zerna, am 1. Januar 1974 nach Rosenthal und schließlich am 1. Januar 1994 nach Ralbitz-Rosenthal eingemeindet.

## Bevölkerung und Sprache
Für seine Statistik über die sorbische Bevölkerung in der Oberlausitz ermittelte Arnošt Muka in den achtziger Jahren des 19. Jahrhunderts eine Bevölkerungszahl von 49, ausnahmslos Sorben. Ernst Tschernik zählte 1956 bei 50 Einwohnern einen sorbischsprachigen Bevölkerungsanteil von 96 %, also nur zwei Deutsche. Bis heute ist Sorbisch die vorherrschende Alltagssprache im Ort.
Die Bevölkerungszahl blieb im Laufe des 19. und 20. Jahrhunderts weitgehend stabil und pendelte zwischen 40 und 50. Entgegen dem ostsächsischen Trend ist sie nach 1990 von 42 (1993) auf 54 (2014) angestiegen.

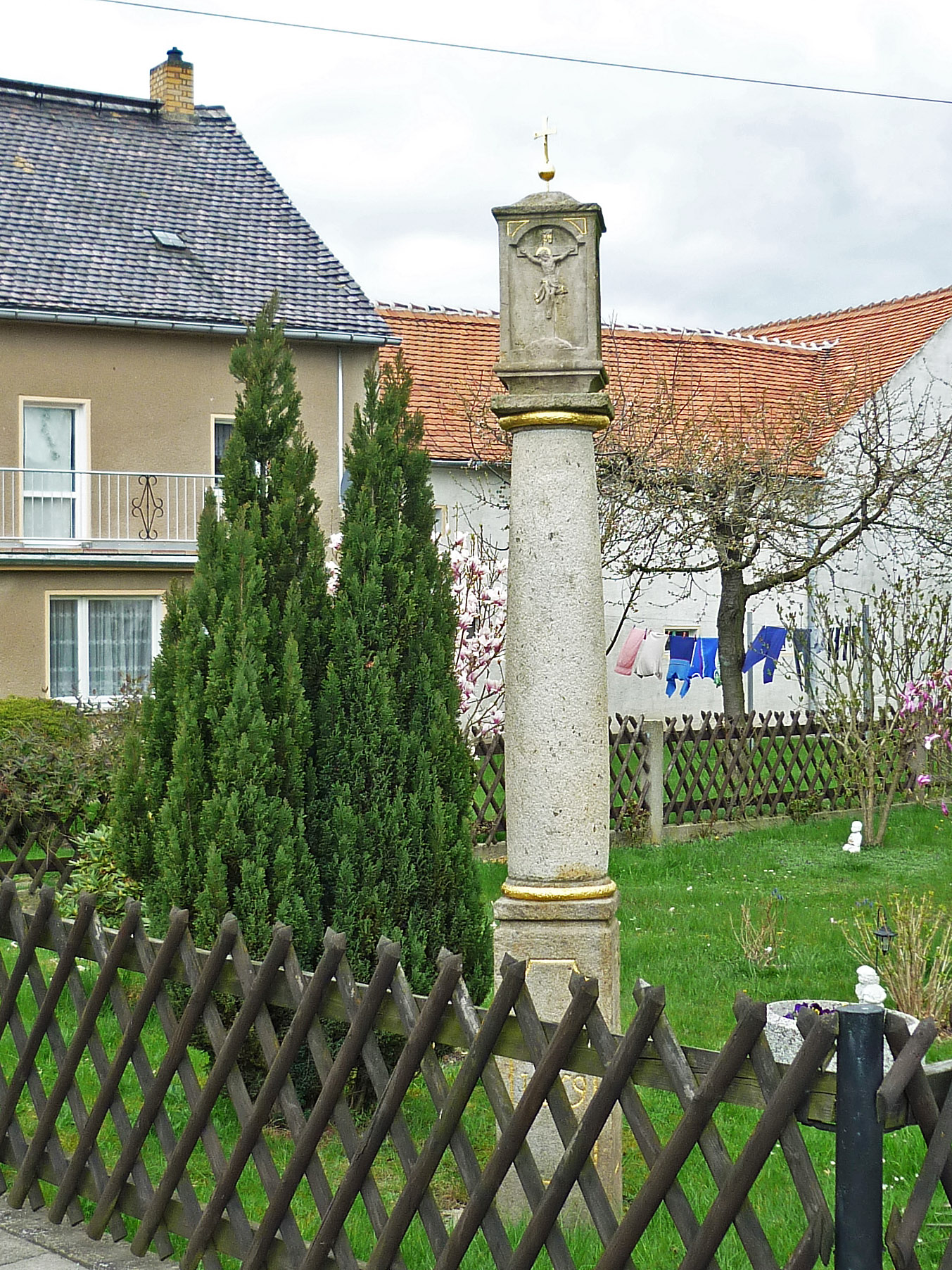
Bildstock

Die gläubigen Einwohner sind zum größten Teil römisch-katholisch und seit jeher nach Crostwitz gepfarrt; der kleine evangelische Anteil zählt zur Kirchgemeinde Schmeckwitz.

## Wirtschaft und Infrastruktur
Unweit des Ortes verläuft die gut ausgebaute Staatsstraße 101, welche die Anschlussstelle Uhyst am Taucher der A 4 mit der B 96 bei Königswartha verbindet.
Direkt an der S 101 befindet sich die Milchviehanlage der Sorabia Agrar AG.